# Мощаницька волость
Мощаницька волость — історична адміністративно-територіальна одиниця Острозького повіту Волинської губернії Російської імперії. Волосний центр — містечко Мощаниця.

## Історія
На межі XIX-ХХ ст. волость було ліквідовано, більшість поселень відійшло до складу Сіянецької (Волосківці, Кургани, Могиляни, Мощаниця), частина - до складу Кривинської (Вільбівне, Нетішин) волостей.

## Адміністративний поділ
Станом на 1885 рік складалася з 13 поселень, 9 сільських громад. Населення — 5090 осіб (2546 чоловічої статі та 2544 — жіночої), 486 дворових господарств.
|                     | Площа, десятин | У тому числі орної, дес. |
| ------------------- | -------------- | ------------------------ |
| Сільських громад    | 5717           | 2758                     |
| Приватної власності | 6564           | 2020                     |
| Казенної власності  | —              | —                        |
| Іншої власності     | 283            | 133                      |
| Загалом             | 12564          | 4911                     |

Основні поселення волості:
- Мощаниця — колишнє власницьке село за 12 верст від повітового міста, 625 осіб, 70 дворів, православна церква, постоялий будинок, 2 водяних млини.
- Вельбівна — колишнє власницьке село при річці Горині, 846 осіб, 93 двори, православна церква, школа, постоялий будинок.
- Волосківці — колишнє власницьке село, 410 осіб, 42 двори, православна церква.
- Кургани — колишнє власницьке село при річці Горині, 270 осіб, 25 дворів, винокурний завод.
- Могиляни — колишнє власницьке село при річці Горині, 535 осіб, 54 двори, православна церква, школа, постоялий будинок, 2 водяних млини.
- Нетішин — колишнє власницьке село при річці Горині, 1047 осіб, 98 дворів, православна церква, школа, постоялий будинок, кузня, 2 водяних млини.